# Josée Ngalula
Pour les articles homonymes, voir Ngalula.
Josée Ngalula, née le 28 janvier 1960 à Kinshasa, est une religieuse, sœur de Saint-André, et théologienne catholique congolaise (RDC), professeure de théologie dogmatique.

## Biographie
Josée Ngalula est membre de la congrégation de Saint-André. Elle a fait ses études doctorales à l'Université Catholique de Lyon, et est actuellement  professeure de théologiedogmatique dans les institutions théologiques de Kinshasa, en République Démocratique du Congo. Elle est considérée être une des plus grandes théologiennes africaines. Sa théologie se fonde sur l'amour de Dieu et sur l'amour du prochain, que Dieu aime. Elle est présentée en janvier 2021 par La Croix parmi les dix femmes qui ont marqué l'Église en Afrique les années précédentes.
Nommée le 29 septembre 2021 par le pape François dans la Commission théologique internationale ou CTI, elle devient la première femme africaine à intégrer cette commission pontificale,, qui traite de questions théologiques de grande importance.

## Travaux
Josée Ngalula est une grande chercheuse en théologie sur les sujets suivants : lexicologie chrétienne en langues africaines, théologies africaines, nouveaux mouvements religieux en Afrique, les ecclésiologies africaines, anthropologie théologique, religion et violence. Ses publications en lexicologie chrétienne démontrent qu'il est possible de théologiser en langues africaines. Ses publications sur les nouveaux mouvements religieux en Afrique pointent les défis de leur vitalité pour l'avenir du christianisme au niveau mondial. Ses publications sur les théologies africaines en dévoilent les thèmes saillants, spécialement les œuvres théologiques produites par les femmes africaines. Ses publications sur les ecclésiologies africaines se focalisent sur la créativité africaine surgie du dynamisme des communautés ecclésiales de base et de la synodalité vécue dans ce contexte. Ses publications en anthropologie théologique ont réfléchi sur les incidences de l'identité de Dieu (qui n'est ni masculin ni féminin) sur l'être humain créé à son image et sa ressemblance comme sexué et vivant des relations interpersonnelles souvent violentes. Ses publications dans le domaine de la relation "religion et violence" mettent au jour les mécanismes d'instrumentalisation de la religion au service de la violence, aussi bien au niveau des sociétés africaines, qu'à l'intérieur des institutions religieuses. Par rapport aux questions d'actualité dans l’Église catholique en 2023, elle est beaucoup sollicitée sur la question de la synodalité (en lien avec la palabre africaine et la spiritualité ubuntu) ainsi que sur celle la violence interne aux institutions religieuses, spécialement sur les abus sexuels au sein des Églises: elle a beaucoup travaillé la problématique de la "culture du silence" aussi bien en Afrique que dans le reste du monde, car cette "culture du silence est un facteur important dans la perpétuation des violences sexuelles dans les familles et dans les institutions religieuses: la « culture du silence permet aux auteurs de violences sexuelles de maintenir leurs victimes sous leur domination ».

## À voir